# Svartån
Lo Svartån è un fiume nella contea di Örebro, in Svezia, lungo circa 100 chilometri con un'area del bacino idrografico di 1.410 km². Il fiume ha la sua sorgente nel lago Ölen nel comune di Degerfors e scorre a sud attraverso i laghi Storbjörken e Lillbjörken e la città dei mulini di Svartå. Nel lago Toften si unisce a diversi corsi d'acqua da sud, che scorre attraverso Hasselfors fino al lago Teen, unendosi a Stavån. Da Teen il fiume scorre a nord-est sulla pianura di Närke fino alla città di Örebro, passando per il canale di Örebro verso est. A est di Örebro il fiume attraversa Skebäck e Oset, unendosi a Lillån prima di finire nel lago Hjälmaren.
Lo Svartån è il principale affluente del lago Hjälmaren e del fiume Eskilstunaån, che a sua volta è il più grande affluente del lago Mälaren e del Norrström a Stoccolma, lo sbocco principale nel Mar Baltico.

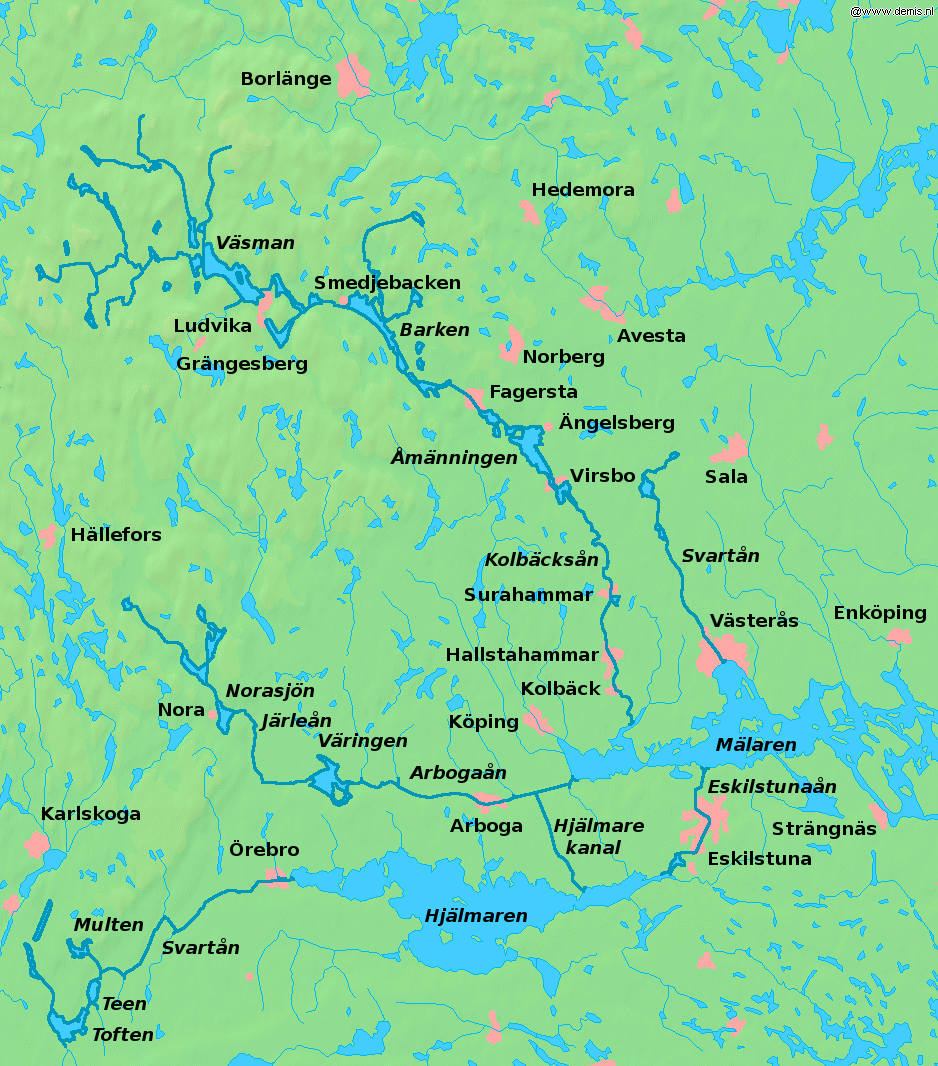
Gli immissari occidentali del lago Mälaren